# Jacob H. Smith
Jacob Hurd Smith (Contea di Jackson, 29 gennaio 1840 – San Diego, 1º marzo 1918) è stato un generale statunitense.
Ufficiale dell'esercito degli Stati Uniti, è noto per aver ordinato un attacco di rappresaglia indiscriminato su un gruppo di filippini durante la guerra filippino-americana, in cui soldati americani uccisero tra 2.500 e 50.000 civili. I suoi ordini compresero quello di "uccidere tutti quelli dall'età di dieci anni" e rendere l'isola "una regione selvaggia ululante". Sottoposto alla corte marziale, fu poi soprannominato "Hell Roaring Jake" Smith, "The Monster" e "Howling Jake" dalla stampa.